# Gnophos supinaria
Gnophos supinaria là một loài bướm đêm trong họ Geometridae.